# Ana Alós
Ana Isabel Alós López (Huesca, 11 de mayo de 1969) es una política, economista y empresaria española. Fue alcaldesa de Huesca durante los años 2011 a 2015.

## Biografía
Licenciada en ciencias económicas por la Universidad de Zaragoza, también tiene un máster en administración y dirección de empresas por el Instituto Católico de Administración y Dirección de Empresas (ICADE). Posteriormente a partir del año 1995 estuvo trabajando como agente de desarrollo local en la Mancomunidad del Canal de Berdún, en 1996 comenzó a trabajar en el sector de la economía como asesora de empresas en su propio despacho junto a su socio y un año más tarde en 1997 crearon una empresa especializada al lavado de vehículos y en 1999 otra que se dedicaba al reciclado de combustibles de impresión.

### Carrera política
Posteriormente en el año 2003, entró en el mundo de la política siendo concejala del Ayuntamiento de Huesca por el Partido Popular, en ese mismo año también fue consejera comarcal de la Comarca de la Hoya de Huesca donde permaneció hasta el mes de junio de 2009 tras haber renunciado, durante estos tiempos desde el 2008 también pasó a ser portavoz del Grupo Municipal Popular en el ayuntamiento.
En las elecciones municipales que se celebraron el día 22 de mayo del año 2011 se presentó como candidata a la alcaldía de Huesca, su partido el PP logró la victoria con 11 concejales y 9164 votos —tratándose del mejor resultado histótico del Partido Popular en la segunda ciudad de Aragón—. A pesar de que no logró la mayoría absoluta, la abstención del PAR en el Consistorio le permitió tomar el cargo de alcaldesa de la capital oscense el 11 de junio, siendo la primera mujer en ejercer tal cargo. En ese mismo año también entró como vocal en la Federación Española de Municipios y Provincias, de la que actualmente pertenece.
Dos de sus grandes problemas en su mandato previnieron de su propio partido; una a nivel nacional, el desmantelamiento del cuartel Sancho Ramírez y otra nivel autonómico, la decisión de la presidenta del Gobierno de Aragón, Luisa Fernanda Rudi de autorizar la implantación de los Grados de Magisterios en la Universidad San Jorge en deprimento del Campus oscense.
En las elecciones municipales que tuvieron lugar el día 24 de mayo de 2015, el PP nuevamente encabezado por Alós volvió a ser el partido más votado, pero perdiendo dos concejales, quedándose en 9 —En esa jornada electoral, en prácticamente todas las citas con las urnas tanto autonómicas como municipales, el Partido Popular se derrumbó electoralmente— y Ciudadanos logró entrar en el Consistorio con dos concejales, lo que a pesar de un posible pacto al no sumar 13 ediles que daban la mayoría absoluta y el bastón de mando, el pacto del PSOE de Luis Felipe con dos nuevas fuerzas municipales: Cambiar Huesca y Aragón Sí Puede, si que daban la mayoría absoluta que se tradujo a la vuelta a la alcaldía del socialista el 13 de junio.
El 20 de diciembre de 2015, es escogida diputada por la circunscripción de Huesca para la brevísima legislatura. El día 3 de mayo de 2016, el rey Felipe VI —por primera vez en la historia de la democracia— disolvió la Legislatura tras no conseguir que ningún candidato tuviera el respaldo de la Cámara para ser investido presidente del Gobierno. A continuación, el rey firmó el decreto de disolución de las Cortes y la convocatoria de unas nuevas elecciones generales, que se celebraron el 26 de junio de ese mismo año; fue elegida de nuevo diputada en los comicios.
Desde el 29 de noviembre de 2016 es portavoz adjunto del Grupo Parlamentario Popular en el Congreso de los Diputados.
En las elecciones generales anticipadas del 28 de abril de 2019 fue elegida senadora por la provincia de Huesca (...)